# Ernesto Teodoro Moneta
Ernesto Teodoro Moneta (født 20. september 1833, død 10. februar 1918) var en italiensk forlægger og politiker.
Han blev tildelt Nobels fredspris i 1907 for sin indsats i den lombardiske fredsorganisation "Unione Lombarda per la Pace e l'Arbitrariato", som han både grundlagde og var præsident i.